# 霍莉·戴克斯
霍莉·戴克斯（英語：Hollie Dykes，1990年9月12日—），澳大利亚女子竞技体操运动员。她曾代表澳大利亚参加2006年英联邦运动会体操比赛，获得二枚金牌、一枚银牌和一枚铜牌。